# 151. zračnoprevozna tankovska četa (ZDA)
151. zračnoprevozna tankovska četa (izvirno angleško 151st Airborne Tank Company) je bila zračnoprevozna oklepna enota Kopenske vojske Združenih držav Amerike.

## Zgodovina
Četa je bila ustanovljena maja 1943, pri čemer so nameravali transportirati lahke tanke M22 Locust s pomočjo težkih jadralnih letal. Poleti 1944 so četo premestili v Camp Mackall, kjer je pričela z jadralnim urjenjem. Zaradi slabih izkušenj s tanki M22 med operacijo Overlord in pomanjkanja težkih jadralnih letal so četo razpustili decembra 1944.